# Koraalrif

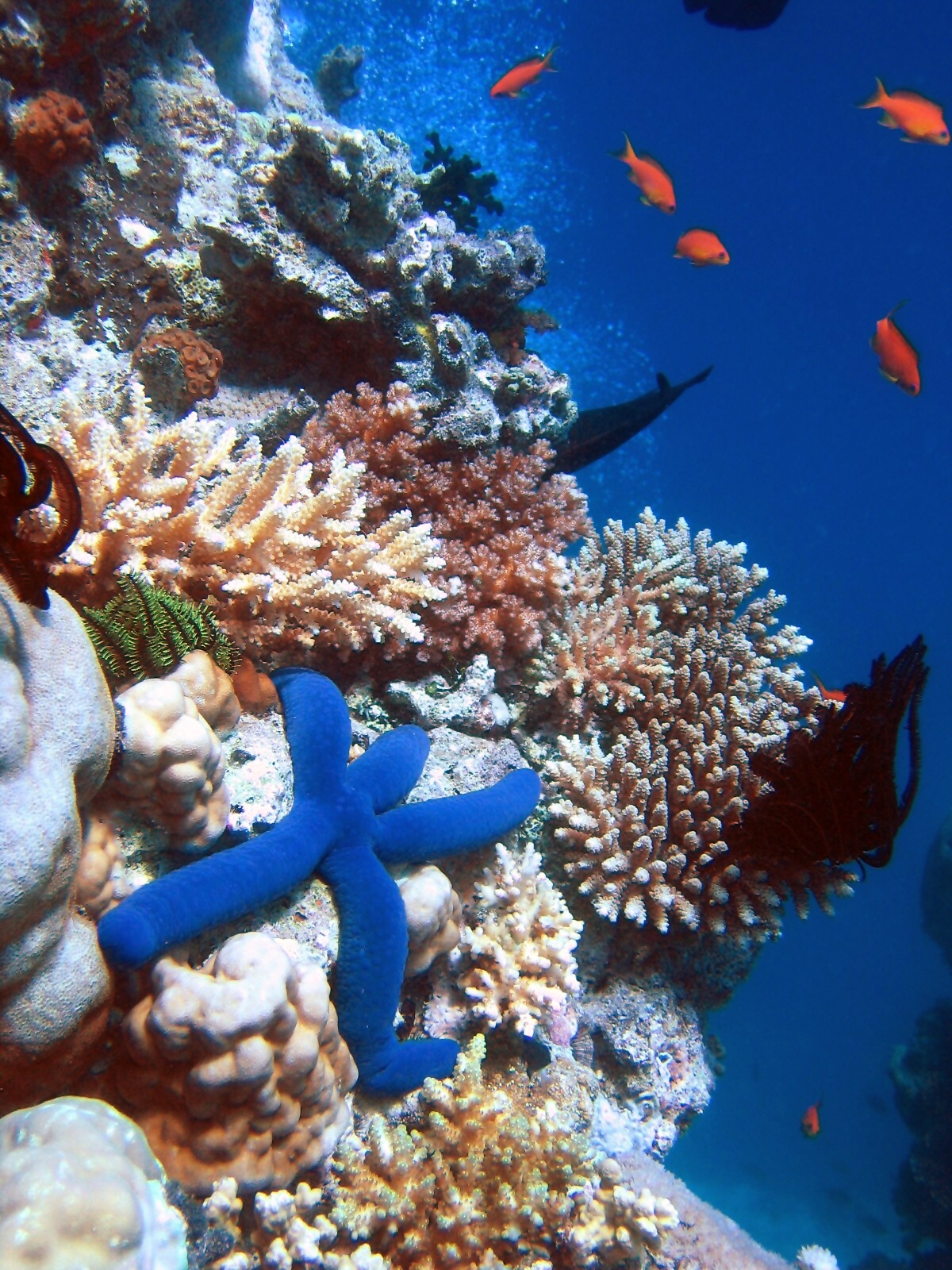
Biodiversiteit van een Australisch koraalrif. Een blauwe zeester (Linckia laevigata) kruipt over harde koralen (Acropora en Porites). Ook zeebaarsjes en zeelelies zijn zichtbaar.

Een koraalrif is een ecosysteem van rifbouwende bloemdieren en andere levende wezens in tropische, ondiepe zeeën. Ze bestaan voornamelijk uit kolonies van koraalpoliepen die zich vastzetten in onder water gelegen rotsen. De meeste riffen zijn opgebouwd uit steenkoralen waarvan de poliepen onderling verbonden zijn met een stevig, vaak kleurrijk kalkskelet.
Koralen zijn eenvoudige dieren die behoren tot de klasse van de bloemdieren (Anthozoa). Ze kenmerken zich door hun vermogen om een hard exoskelet te vormen dat hen – maar ook andere zeedieren – bescherming biedt. De meeste riffen ontwikkelen zich in warme, ondiepe, heldere kustwateren. Aangroei van koralen kost veel tijd, sommige soorten groeien slechts enkele millimeters per jaar. De eerste koraalriffen verschenen 485 miljoen jaar geleden, aan het begin van het Ordovicium.
Een koraalrif is een zeer rijk reservoir van mariene biodiversiteit. Hoewel koraalriffen minder dan 0,1% van het oceaanoppervlak vertegenwoordigen, zijn ze de woonplaats van minstens 25% van al het bekende zeeleven. Duizenden soorten vissen, weekdieren, kreeftachtigen, stekelhuidigen, sponzen, manteldieren en andere neteldieren zijn van een koraalrif afhankelijk.
Koraalriffen leveren essentiële ecosysteemdiensten voor toerisme, visserij en kustverdediging. Hun belangrijke rol voor de mens en het milieu weerspiegelt zich in hun enorme economische waarde. Wereldwijd worden veel koraalriffen bedreigd door stijgende temperaturen, verzuring van de oceaan, vervuiling van zeewater, overbevissing en andere menselijke activiteiten die de waterkwaliteit aantasten.

## Koraaldiertjes

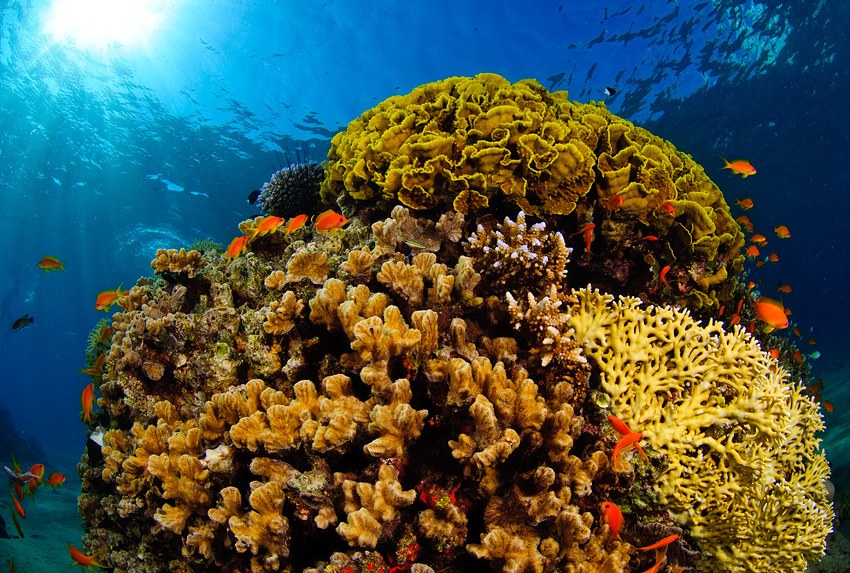
Een groot koraalrif (brandkoraal) in de Rode Zee

Koraalriffen zijn opgebouwd uit grote kolonies van bloemdieren die zich vastzetten op rotsachtige bodems. Bloemdieren zijn eenvoudige diertjes, bestaande uit duizenden poliepen. Ze hebben flexibele tentakels waarin zich netelcellen bevinden, die kenmerkend zijn voor alle neteldieren. De netelcellen zijn de aanvals- en verdedigingsorganen van de koraaldiertjes. Koraalpoliepen zijn sessiel: na een larvestadium waarin zij vrij rondzwemmen in de oceaan, vestigen zij zich op een geschikte plek in ondiep water en zetten zich daar vast door een behuizing te bouwen die uit een kalkskelet bestaat.

### Steenkoralen
De kalkafscheidende poliepen vormen de basis van de steenkoralen, die ook wel rifbouwende koralen worden genoemd. De poliepen van steenkoralen bevatten altijd zes of een veelvoud van zes tentakels. Veel soorten steenkoralen komen aan hun voedsel door een samenleving met eencellige algen, de zoöxanthellen. Deze algen hebben licht nodig en dat verklaart waardoor ontwikkeling van steenkoralen meestal niet dieper plaatsvindt dan op vijftig meter. Steenkoralen komen het best tot ontwikkeling bij een watertemperatuur die schommelt tussen 26–27°. Langdurige grote afwijkingen van deze temperatuur kunnen het einde van een koraalrif betekenen. De poliepen van steenkoralen planten zich voort door middel van seksuele reproductie.

Rifbouwende koralen
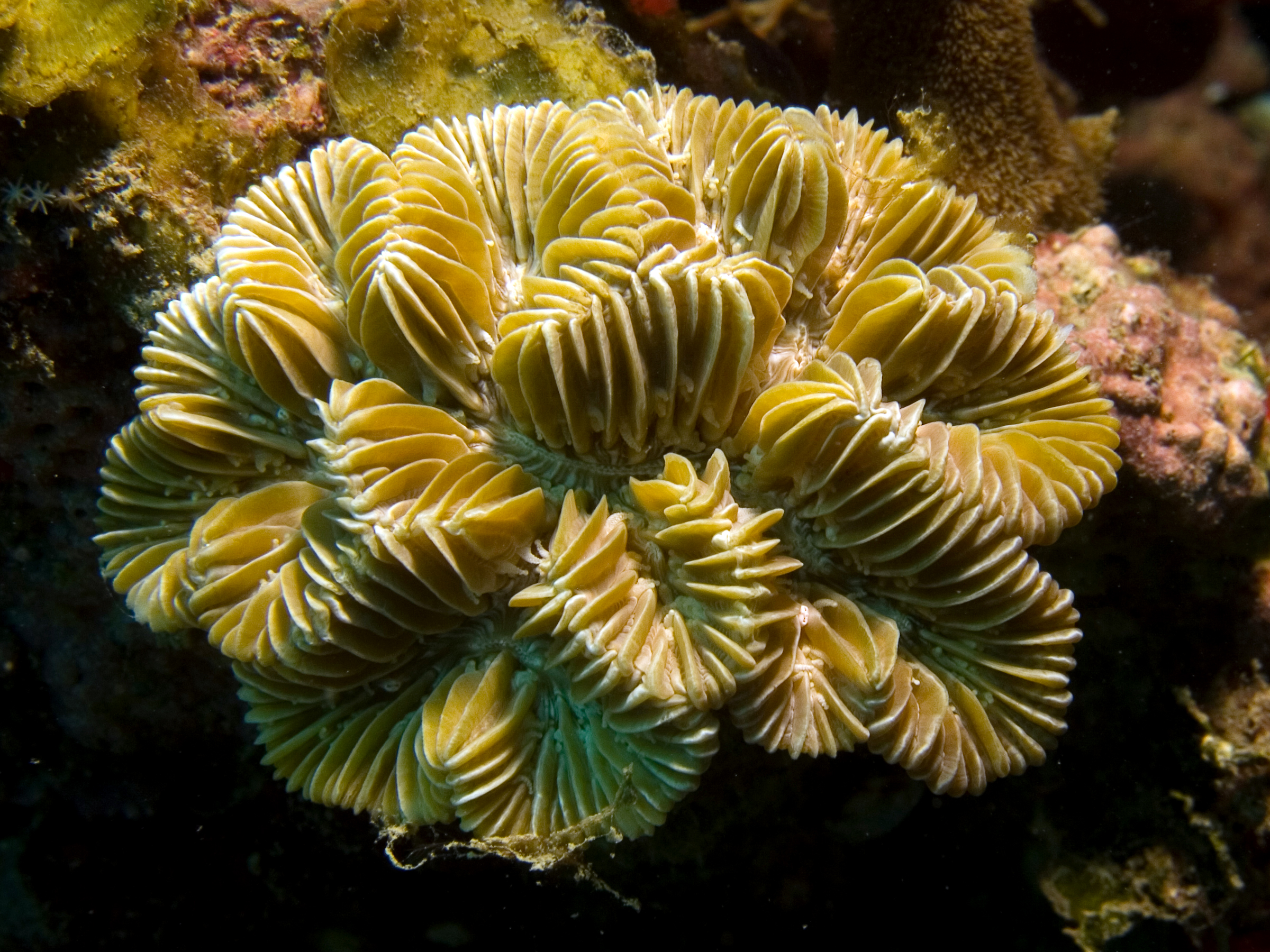
Meandrina meandrites, een algemene soort in de Caraïbische Zee
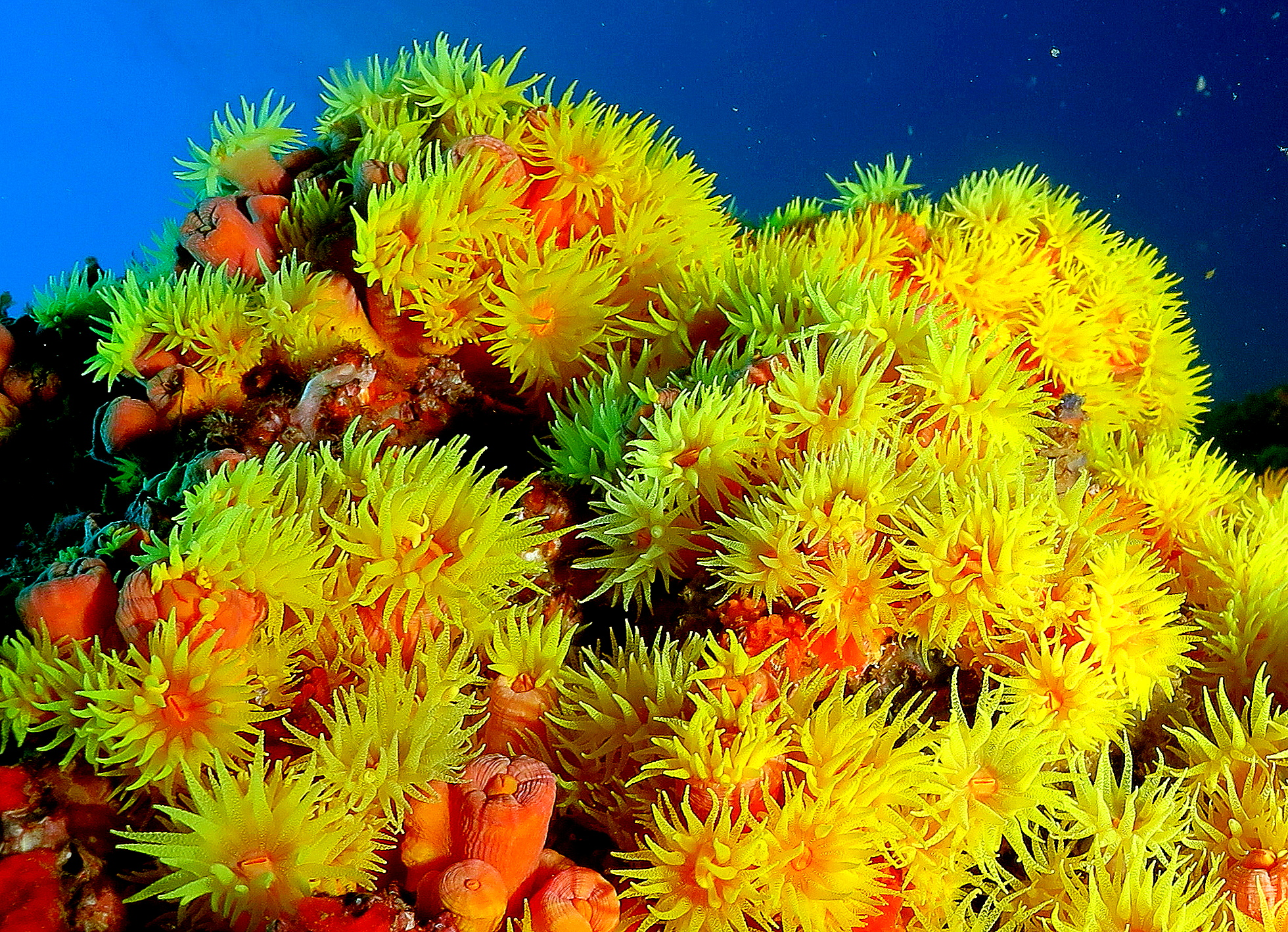
Sommige koralen hebben felgekleurde tentakels (Tubastraea coccinea)
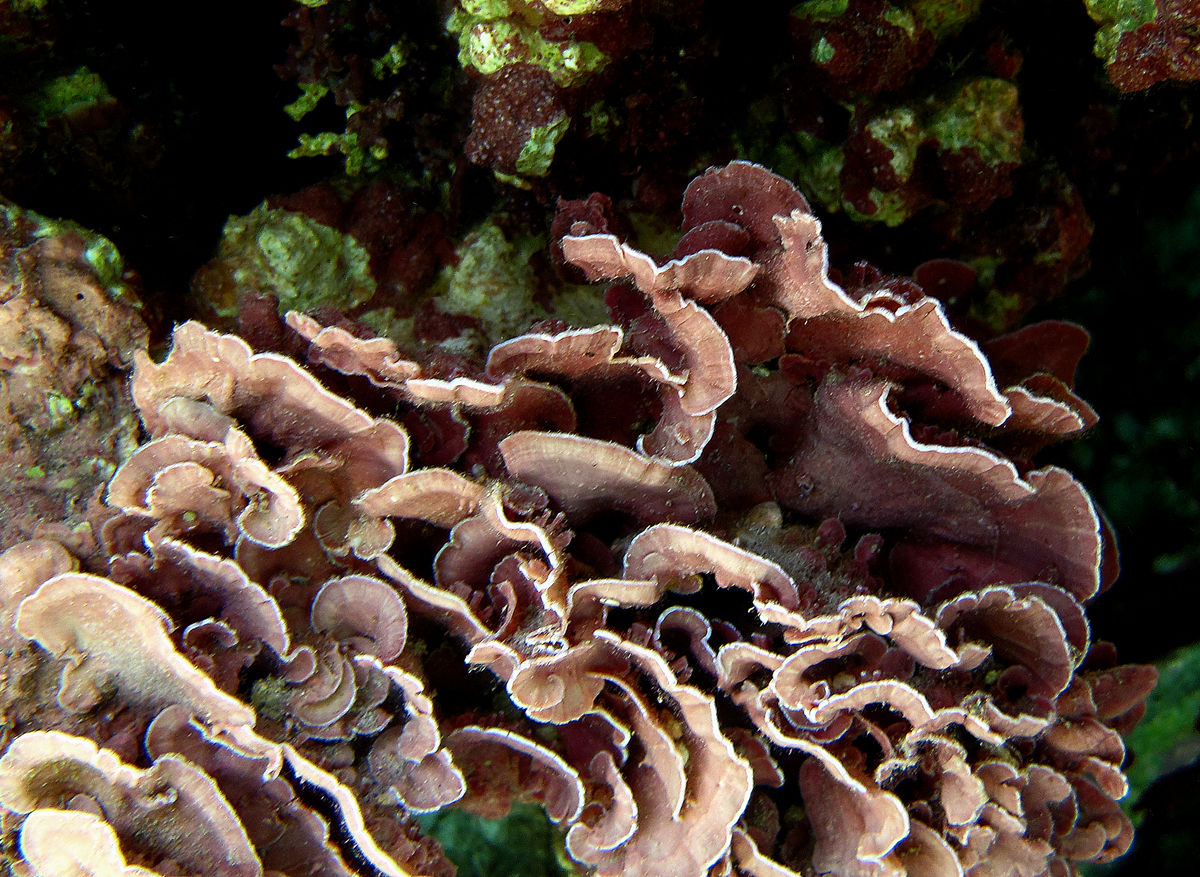
Korstvormige koralen in associatie met roodwieren

### Niet-rifbouwende koralen

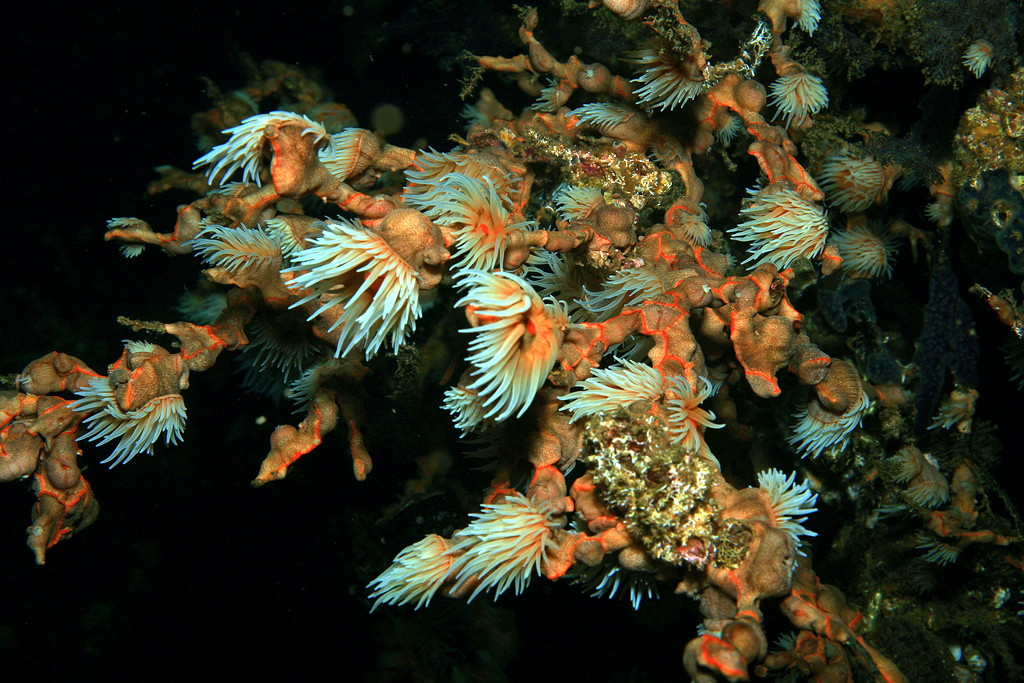
De meeste koralen zijn nachtdieren. In het donker strekken de tentakels zich uit.

Er bestaan ook verschillende niet-rifbouwende koralen. Veel van deze koralen behoren tot de onderklasse Octocorallia. Deze poliepen hebben achtvoudige tentakels, leggen geen kalkskelet aan, en bevatten over het algemeen ook geen zoöxanthellen. Daardoor kunnen deze soorten ook op meer schaduwrijke plaatsen, en op grotere diepten tot ontwikkeling komen. Een voorbeeld van het laatste zijn de hoornkoralen en zachte koralen.
Hoewel de meeste koralen uit de onderklasse Octocorallia, de niet-rifbouwende soorten, zijn ondanks hun kleine aandeel in de vorming van een koraalrif een belangrijk element in het aanzicht en de biodiversiteit van de meeste riffen.

## Diversiteit van het koraalrif
Een koraalrif is een onderwatergelegen ecosysteem dat voor een belangrijk deel zichzelf door hergebruik onderhoudt. Zo wordt een belangrijke voedselbron, het zoöplankton, voor een groot deel door het rif zelf geproduceerd. De koraalpoliepen scheppen in hun vaak ontelbare aantallen een complete leefgemeenschap, waar vele andere planten en dieren hun behuizing vinden. Behalve de steenkoralen treffen we hier ook zachte koralen met hun grote kleurenpracht en gorgonen aan.  Daarnaast herbergt het koraalrif een grote hoeveelheid aan vissen, waaronder grote roofvissen maar ook kleinere visjes die zich dichter bij de koraalwanden bevinden. De riffen die zij bouwen kunnen bijzonder groot worden.
Koraalriffen zijn daarmee de grootste biogene structuren op aarde.
Het grootste rif is het Groot Barrièrerif dat het grootste deel van de oostkust van Australië afschermt en het voor de scheepvaart moeilijk toegankelijk maakt. Naar schatting leeft een derde van alle zoutwatervissen in de buurt van koraalriffen. De riffen beslaan desondanks slechts 0,02% van het oceaanoppervlak.

## Riftypen

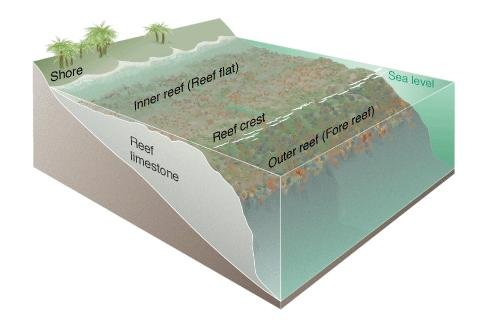
Doorsnede van een kustrif

Er worden drie hoofdsoorten koraalriffen onderscheiden. Deze indeling is grotendeels afkomstig van Darwins uit 1842 stammende klassieke werk On the Structure and Distribution of Coral reefs. Dit zijn het kustrif (of: franjerif), barrièrerif en de atol. Er bestaan ook andere rifvormen zoals riffen met een ronde of gerekte vorm (soms met een lagune).
- Kustrif: Dit rif wordt ook wel een franjerif genoemd. Het is een rif dat dicht langs de kust is gevormd en globaal de contouren van de kust volgt.  Deze riffen kunnen vele tientallen kilometers lang zijn.  De basisstructuur is het steenkoraal, dat vaak een kalksteen ondergrond heeft. Behalve steenkoralen vindt men op het kustrif ook een overdaad aan  sponzen, zachte koralen en algen. Zeer rijke kustriffen treft men aan in de Rode Zee. Dit zijn ook de noordelijkste riffen van de wereld.
- Barrièrerif: Dit zijn uitgestrekte riffen die zich verder in zee bevinden. Het enige verschil met het franjerif is een ondiepe lagune die het rif van de kust scheidt. De lagune kan soms enkele tientallen meters breed zijn (waardoor het barrièrif gaat lijken op een kustrif), maar ook, zoals bij het Groot Barrièrerif van Australië, meer dan 65 kilometer bedragen (zie foto). Volgens Darwin is het barrièrerif ooit ontstaan uit een kustrif. Doordat het vasteland langzaam in zee wegzakte (of de zeespiegel geleidelijk steeg), en het koraal aan de zeezijde bleef doorgroeien kwam het rif steeds verder in de open zee te liggen.
- Atol: Dit is een cirkelvormig rif met een centrale lagune. Het atolrif zou volgens Darwin ontstaan zijn op de hellingen van een vulkaan die langzaam in zee wegzakte. Ook hier was de koraalgroei het sterkst aan de zeezijde.

## Structuur van een koraalrif
Een typisch barrièrerif heeft – vanaf de kust richting de zee – de volgende structuur. Eerst een ondiepe lagune met rustig water. De lagune wordt gevolgd door een ondiep plateau van steenkoraal (het rifdak) dat bij laagwater vaak boven het water uitsteekt en waarop de golven breken.  Dit steenkoraal wordt aan de zeekant gevolgd door een rifwand (drop-off) die vaak steil naar beneden loopt. Soms onderscheidt men ook een binnenrif en buitenrif. Het binnenrif is het deel van het koraalrif dat zich aan de lagunekant bevindt, terwijl het buitenrif zich aan de buitenzijde bevindt. Het buitenrif vormt de overgang naar de rifwand. De rifwand  is het rijkst begroeide deel van het koraalrif met bovenaan allerlei steenkoralen, en op grotere dieptes de zachte koralen en gorgonen. De rifwand kan in een keer steil naar beneden gaan tot een diepte van vele kilometers, maar ook trapsgewijs via een of meer plateaus naar de open zee afdalen. Langs de rifwand patrouilleren regelmatig grote scholen roofvissen.

## Bedreiging
Verschillende antropogene en natuurlijke factoren bedreigen het voortbestaan van koraalriffen. Dit zijn factoren als vervuiling, het versterkte broeikaseffect dat bijdraagt aan de opwarming van de Aarde, verzuring van de zee en El Niño. Ook de in sommige Aziatische landen (vooral: Indonesië en de Filipijnen) toegepaste visserijtechnieken zoals het vissen met dynamiet, zelfgemaakte explosieven en cyanide vormen een groot gevaar. Opwarming en verzuren van zeewater draagt ook bij aan verbleking van koraal (bleaching) door het afsterven van zoöxanthellen. 
Volgens sommige schattingen zullen, als de huidige trend zich voortzet, in de loop van de 21 eeuw meer dan zeventig procent van de koraalriffen verdwenen zijn. Zo heeft een recent grootschalig recent onderzoek naar het Groot Barrièrerif in Australië aangetoond dat de snelheid waarmee koraal kalk uit het zeewater opneemt, de laatste 20 jaar sterk is afgenomen. Dit leidt tot een vertraagde groei van rifkoralen in dit gebied. Volgens onderzoekers is dit mogelijk een gevolg van de toename van kooldioxide (CO2) in de atmosfeer waardoor oceanen geleidelijk verzuren, of van de opwarming van het zeewater.